# Senegalia feddeana
Senegalia feddeana là một loài thực vật có hoa trong họ Đậu. Loài này được (Harms) Seigler & Ebinger mô tả khoa học đầu tiên năm 2006.